# Tom Araújo
 Wellington Passos de Araújo  (Salvador, 4 de abril de 1976), mais conhecido como  Tom Araújo , é um político brasileiro. Foi prefeito da cidade de Conceição do Coité e deputado estadual pelo estado da Bahia. 